# Petrasovits Anna
Petrasovits Anna (Budapest, 1954. május 2. – ) magyar közgazdász, politikus, pártelnök.

## Életrajza
1973 és 1978 között a Marx Károly Közgazdaságtudományi Egyetemen tanult, politikai gazdaságtan-tervezés szakon, majd 1978 és 1983 között ELTE Bölcsészettudományi Karán történelem szakon. 1979-től 1989-ig a Világgazdaságtan tanszéken oktatott. 1989. november 3-án megválasztották a Magyarországi Szociáldemokrata Párt elnökévé. 1992-től mint magánvállalkozó dolgozott környezetgazdálkodási, ingatlanértékesítési és agrárium területén. 2000–2002-ben az ELTE Szociológia Intézetének médiaszociológia tanszékén tanított. Megalapította az Ács Városért Társaságot és az Erdőgazdálkodó Munkaadók Szövetségét. Férjezett, két gyermek édesanyja.

## Kitüntetések
- "Hűség a Hazához Érdemrend" kiskereszt, 2009.
- '56-os Magyar Szabadságharc Lovagkeresztje, 2010.[2]
- Honvédelemért Kitüntető Cím III. osztálya HM 2022.október 23.
- A Magyar Érdemrend lovagkeresztje, 2024. augusztus 20. Az indokolás: " Az 1956-os forradalom és szabadságharc emlékének megőrzését és eseményeinek hiteles bemutatását szolgáló tevékenysége elismeréseként dr. Petrasovits Annának az 1956-os Magyar Szabadságharcosok Világszövetsége alelnökének"

## Könyv
- Milutinovits László–Petrasovits Anna: Világgazdaságtan. Jugoszlávia a világgazdaságban; Tankönyvkiadó, Bp., 1982